# Boksning under sommer-OL 2020
Boksning under sommer-OL 2020 finder sted 25. juli - 9. august og bliver afviklet i Kokugikan Arena, som ligger i Heritage zonen. Turneringen bliver afholdt for herrer (8 discipliner) og damer (5 discipliner). Der bliver kvalificeret 286 boksere til de i alt 13 discipliner, hvilket betyder mellem 28 og 16 deltagere i hver konkurrence.

## Format
I alle discipliner bliver der kæmpet efter cup modellen. Elimineringskampene fortsætter indtil der er fundet de to boksere, som skal mødes i finalen og så derfor skal kæmpe om guldmedaljen. I nogle discipliner er der ikke det præcise antal deltagere, så alle kan deltage i første runde. Men fra anden runde er det en ren cup model. Begge tabere af semifinalerne vil få tildelt bronzemedaljer.  

## Medaljefordeling
*   Værtsnation ( Japan)
| Rank               | Nation                    | Guld | Sølv | Bronze | Total |
| ------------------ | ------------------------- | ---- | ---- | ------ | ----- |
| 1                  | Cuba                      | 4    | 0    | 1      | 5     |
| 2                  | Storbritannien            | 2    | 2    | 2      | 6     |
| 3                  | Ruslands Olympiske Komité | 1    | 1    | 4      | 6     |
| 4                  | Brasilien                 | 1    | 1    | 1      | 3     |
| 5                  | Tyrkiet                   | 1    | 1    | 0      | 2     |
| 6                  | Japan*                    | 1    | 0    | 2      | 3     |
| 7                  | Irland                    | 1    | 0    | 1      | 2     |
| 8                  | Bulgarien                 | 1    | 0    | 0      | 1     |
| 8                  | Usbekistan                | 1    | 0    | 0      | 1     |
| 10                 | USA                       | 0    | 3    | 1      | 4     |
| 11                 | Filippinerne              | 0    | 2    | 1      | 3     |
| 12                 | Kina                      | 0    | 2    | 0      | 2     |
| 13                 | Ukraine                   | 0    | 1    | 0      | 1     |
| 14                 | Kasakhstan                | 0    | 0    | 2      | 2     |
| 15                 | Aserbajdsjan              | 0    | 0    | 1      | 1     |
| 15                 | Kinesisk Taipei           | 0    | 0    | 1      | 1     |
| 15                 | Holland                   | 0    | 0    | 1      | 1     |
| 15                 | Indien                    | 0    | 0    | 1      | 1     |
| 15                 | Italien                   | 0    | 0    | 1      | 1     |
| 15                 | Armenien                  | 0    | 0    | 1      | 1     |
| 15                 | Australien                | 0    | 0    | 1      | 1     |
| 15                 | Thailand                  | 0    | 0    | 1      | 1     |
| 15                 | New Zealand               | 0    | 0    | 1      | 1     |
| 15                 | Finland                   | 0    | 0    | 1      | 1     |
| 15                 | Ghana                     | 0    | 0    | 1      | 1     |
| Total (25 nations) | Total (25 nations)        | 13   | 13   | 26     | 52    |

## Medaljetagere

### Herrer
| Event                 | Guld                                           | Sølv                                               | Bronze                                      |
| --------------------- | ---------------------------------------------- | -------------------------------------------------- | ------------------------------------------- |
| Fluevægt 52 kg        | Galal Yafai · Storbritannien                   | Carlo Paalam · Filippinerne                        | Saken Bibossinov · Kasakhstan               |
| Fluevægt 52 kg        | Galal Yafai · Storbritannien                   | Carlo Paalam · Filippinerne                        | Ryomei Tanaka · Japan                       |
| Fjervægt 57 kg        | Albert Batyrgaziev · Ruslands Olympiske Komité | Duke Ragan · USA                                   | Lázaro Álvarez · Cuba                       |
| Fjervægt 57 kg        | Albert Batyrgaziev · Ruslands Olympiske Komité | Duke Ragan · USA                                   | Samuel Takyi · Ghana                        |
| Letvægt 63 kg         | Andy Cruz · Cuba                               | Keyshawn Davis · USA                               | Harry Garside · Australien                  |
| Letvægt 63 kg         | Andy Cruz · Cuba                               | Keyshawn Davis · USA                               | Hovhannes Bachkov · Armenien                |
| Weltervægt 69 kg      | Roniel Iglesias · Cuba                         | Pat McCormack · Storbritannien                     | Andrey Zamkovoy · Ruslands Olympiske Komité |
| Weltervægt 69 kg      | Roniel Iglesias · Cuba                         | Pat McCormack · Storbritannien                     | Aidan Walsh · Irland                        |
| Mellemvægt 75 kg      | Hebert Conceição · Brasilien                   | Oleksandr Khyzhniak · Ukraine                      | Gleb Bakshi · Ruslands Olympiske Komité     |
| Mellemvægt 75 kg      | Hebert Conceição · Brasilien                   | Oleksandr Khyzhniak · Ukraine                      | Eumir Marcial · Filippinerne                |
| Letsværvægt 81 kg     | Arlen López · Cuba                             | Benjamin Whittaker · Storbritannien                | Loren Alfonso · Aserbajdsjan                |
| Letsværvægt 81 kg     | Arlen López · Cuba                             | Benjamin Whittaker · Storbritannien                | Imam Khataev · Ruslands Olympiske Komité    |
| Sværvægt 91 kg        | Julio César La Cruz · Cuba                     | Muslim Gadzhimagomedov · Ruslands Olympiske Komité | Abner Teixeira · Brasilien                  |
| Sværvægt 91 kg        | Julio César La Cruz · Cuba                     | Muslim Gadzhimagomedov · Ruslands Olympiske Komité | David Nyika · New Zealand                   |
| Super-sværvægt +91 kg | Bakhodir Jalolov · Usbekistan                  | Richard Torrez · USA                               | Frazer Clarke · Storbritannien              |
| Super-sværvægt +91 kg | Bakhodir Jalolov · Usbekistan                  | Richard Torrez · USA                               | Kamshybek Kunkabayev · Kasakhstan           |

### Damer
| Event            | Guld                          | Sølv                          | Bronze                                            |
| ---------------- | ----------------------------- | ----------------------------- | ------------------------------------------------- |
| Fluevægt 51 kg   | Stoyka Krasteva · Bulgarien   | Buse Naz Çakıroğlu · Tyrkiet  | Tsukimi Namiki · Japan                            |
| Fluevægt 51 kg   | Stoyka Krasteva · Bulgarien   | Buse Naz Çakıroğlu · Tyrkiet  | Huang Hsiao-wen · Kinesisk Taipei                 |
| Fjervægt 57 kg   | Sena Irie · Japan             | Nesthy Petecio · Filippinerne | Karriss Artingstall · Storbritannien              |
| Fjervægt 57 kg   | Sena Irie · Japan             | Nesthy Petecio · Filippinerne | Irma Testa · Italien                              |
| Letvægt 60 kg    | Kellie Harrington · Irland    | Beatriz Ferreira · Brasilien  | Sudaporn Seesondee · Thailand                     |
| Letvægt 60 kg    | Kellie Harrington · Irland    | Beatriz Ferreira · Brasilien  | Mira Potkonen · Finland                           |
| Weltervægt 69 kg | Busenaz Sürmeneli · Tyrkiet   | Gu Hong · Kina                | Lovlina Borgohain · Indien                        |
| Weltervægt 69 kg | Busenaz Sürmeneli · Tyrkiet   | Gu Hong · Kina                | Oshae Jones · USA                                 |
| Mellemvægt 75 kg | Lauren Price · Storbritannien | Li Qian · Kina                | Nouchka Fontijn · Holland                         |
| Mellemvægt 75 kg | Lauren Price · Storbritannien | Li Qian · Kina                | Zemfira Magomedalieva · Ruslands Olympiske Komité |